# Thamnaconus fijiensis
 Thamnaconus fijiensis és una espècie de peix de la família dels monacàntids i de l'ordre dels tetraodontiformes.

## Morfologia
- Els mascles poden assolir 15,3 cm de longitud total.[4][5]

## Hàbitat
És un peix marí i de clima tropical que viu entre 130-210 m de fondària.

## Distribució geogràfica
Es troba a Fiji i Nova Caledònia.

## Observacions
És inofensiu per als humans.